# Deudorix ancus
Deudorix ancus är en fjärilsart som beskrevs av Hans Fruhstorfer 1912. Deudorix ancus ingår i släktet Deudorix och familjen juvelvingar. Inga underarter finns listade i Catalogue of Life.